# Ewa Ewart
Ewa Ewart (ur. 13 marca 1956 w Warszawie) – polska dziennikarka, reżyserka i producentka filmów dokumentalnych. Wychowała się w Warszawie. Większość swojego życia zawodowego spędziła poza granicami Polski.

## Życiorys
Jest absolwentką iberystyki Uniwersytetu Warszawskiego. W latach 80. XX wieku pracowała jako tłumacz i dziennikarka dla hiszpańskiej agencji prasowej EFE z siedzibą w Warszawie. Po wyjeździe z Polski w połowie lat 80., kontynuowała współpracę z EFE w Londynie.
W latach 1985–1990 przebywała w Waszyngtonie, gdzie m.in. była korespondentką Sekcji Polskiej radia BBC i nadawała reportaże o procesie przemian w Europie Wschodniej z perspektywy amerykańskiej. W 1990 przeniosła się do Moskwy, gdzie pracowała jako producentka newsów dla amerykańskiej stacji telewizyjnej CBS.
W 1993 powróciła do Wielkiej Brytanii i podjęła pracę w telewizji BBC w Londynie. Pracowała dla sztandarowych programów dokumentu społeczno-politycznego, takich jak Assignment, Correspondent oraz This World.
Jest wielokrotnie nagradzaną reżyserką i producentką filmów dokumentalnych. Specjalizuje się w filmach przełomowych oraz mocno przemawiających do odbiorcy. Zrealizowała wiele dokumentów śledczych, politycznych oraz programy poruszające kwestie społeczne.
W 2009 otrzymała nagrodę im. Andrzeja Woyciechowskiego za cykl Dokumenty Ewy Ewart emitowane w TVN24. Jest laureatką nagrody Wiktor za rok 2009 w kategorii twórca najlepszego programu telewizyjnego.
Od 2012, jako freelancer, współpracuje głównie z TVN24 i TVN24 BiS,  gdzie m.in. jest prezenterką pasma filmów dokumentalnych o tematyce zagranicznej.

## Filmografia
| Rok  | Tytuł                                     | Opis |
| ---- | ----------------------------------------- | --- |
| 1998 | ETA – wyjście z cienia                    | 45-minutowy dokument o baskijskiej separatystycznej organizacji ETA i jej 30-letniej walce o niepodległość regionu. |
| 1998 | Uśmiech historii                          | Dokument stanowi część serii Prawda ostateczna, która analizuje historię Kościoła Katolickiego po Drugim Soborze Watykańskim. Uśmiech historii jest spojrzeniem na rolę Jana Pawła II w obaleniu komunizmu w Europie Wschodniej. |
| 1999 | Lodołamacz – polska droga do wolności     | Dokument stanowi część serii pod tytułem Walki o wolności. Powraca do Europy Wschodniej, aby przekonać się, czy rewolucje końca lat 80. rzeczywiście zmieniły świat i sprawiły, że spełniły się wielkie nadzieje na odzyskanie wolności. |
| 1999 | Generał i bokser                          | Historia walki o polityczne wpływy, ujawniająca mechanizmy korupcji w procesie prywatyzacji we wczesnym okresie postsowieckiej Rosji w czasie prezydentury Borysa Jelcyna. |
| 2000 | Doświadczenie niekonieczne                | Dokument śledczy ujawniający kulisy nielegalnego handlu usługami seksualnymi. Na trasie, która zaczyna się w Łotwie, byłej republice Związku Radzieckiego, i prowadzi do Danii, Irlandii oraz Wielkiej Brytanii. |
| 2000 | Wojny kokainowe                           | Dokument poświęcony historii wojny domowej w Kolumbii, z udziałem głównych aktorów wieloletniego krwawego konfliktu. Film zawiera wywiad na wyłączność z Carlosem Casana, przywódcą prawicowej organizacji paramilitarnej. |
| 2001 | Kim jest Putin?                           | Dokument przedstawia sylwetkę Władimira Putina, wówczas mało znanego polityka i byłego oficera KGB, który został nowym prezydentem Rosji. |
| 2001 | Martwi nie mają głosu                     | Dokument śledczy, badający jedne z najbardziej kontrowersyjnych zabójstw dokonanych przez jamajską policję na przełomie wieku, w późnych latach 90. i na początku nowego stulecia. |
| 2002 | Zabicie historii                          | Dokument śledczy z udziałem kluczowych bohaterów, których zeznania po raz pierwszy ujawniają historię jednego z morderstw, do jakiego doszło w postkomunistycznej Ukrainie. |
| 2003 | Dzierżyńsk – zatrute miasto               | Dokument przedstawia intymny portret miasta, które dzięki niechlubnej sławie najbardziej zanieczyszczonego miejsca na świecie, znalazło się w Księdze Rekordów Guinnessa. |
| 2004 | Przepustka do piekła                      | Dokument, który po raz pierwszy ujawnia, jak reżim Korei Północnej testuje broń chemiczną na więźniach politycznych w sieci tajnych obozów. |
| 2005 | Dzieci Biesłanu                           | Dokument opowiada o dramacie dzieci, które padły ofiarą ataku terrorystycznego na ich szkołę w Biesłanie, we wrześniu 2004 roku. Te, które przeżyły, opowiadają o tragedii, o wstrząsających trzech dniach oblężenia, i o tym jak próbują odbudować swoje życie. |
| 2006 | Japonia – syndrom męża na emeryturze      | Dokument jest spojrzeniem na unikalną, nową chorobę, która opanowuje Japonię. Została odkryta przez lekarza, który określił ją mianem syndromu męża na emeryturze. |
| 2007 | Tajemnicze loty                           | Dokument dochodzeniowy, który po raz pierwszy ujawnił szczegóły tajnego i nielegalnego programu ekstradycji, w ramach którego podejrzani o dokonanie aktów terroru byli transportowani i przetrzymywani w tajnych więzieniach CIA, poza granicami USA. |
| 2009 | Dzieci Biesłanu. Pięć lat później         | Film powraca do dzieci Biesłanu, ofiar ataku terrorystycznego na ich szkole we wrześniu 2004, i pokazuje jak poradziły sobie z traumą dramatu i pyta, czy udało im się powrócić do normalnego życia. |
| 2011 | W milczeniu                               | Film powraca do tragicznej katastrofy lotniczej z 10 kwietnia 2010 roku, w której zginęło ponad 90 pasażerów, w tym polski prezydent i jego żona, i analizuje jej wpływ na życie polityczne i społeczne w Polsce. |
| 2011 | Gorbaczow – człowiek, który zmienił świat | Dwuczęściowy dokument, który przygląda się życiu oraz karierze politycznej Michaiła Gorbaczowa i pyta, jak ten produkt komunizmu sowieckiego został jego niszczycielem. |
| 2011 | Zdobyć miasto                             | Dokument, który przypomina Powstanie Warszawskie. W 70. rocznicę część byłych powstańców oraz cywilów uwięzionych w horrorze 63 dni walk dzieli się swoimi doświadczeniami i wspomnieniami. |
| 2014 | Miedź czy nie mieć                        | Dokument ujawnia historię największej transakcji w historii polskiej gospodarki: nabycia kanadyjskiej firmy Quadra FNX przez KGHM, największego krajowego producenta miedzi. |
| 2018 | Klątwa obfitości                          | Film dokumentalny odsłania kulisy i dramat nieudanej Inicjatywy Yasuni, z jej daleko idącymi globalnymi i regionalnymi konsekwencjami. Historia Yasuni i rewolucyjnego pomysłu Ekwadoru, aby pozostawić część jej zasobów w ziemi w zamian za międzynarodową rekompensatę finansową, jak w soczewce skupiają najbardziej palące problemy ekologiczne naszej planety. |
| 2019 | My, Naród                                 | Historia 30 lat polskiej transformacji, zapoczątkowanej częściowo wolnymi wyborami do parlamentu, opowiedziana z zachodniej perspektywy, ze szczególnym uwzględnieniem roli, jaką Stany Zjednoczone odegrały w tym procesie. |
| 2023 | Do ostatniej kropli                       | Film, opowiedziany z głęboko ludzkiej perspektywy ujawnia globalne koszty i konsekwencje niszczenia przyrody „w imię postępu”. |

## Odznaczenia
- Odznaka honorowa „Za Zasługi dla Ochrony Praw Człowieka” – 2020[10]

## Nagrody, wyróżnienia i nominacje
- 1998: nominacja do nagrody BAFTA za ETA wyjście z cienia.
- 2000: nagroda Premis Actual International za Doświadczenie niekonieczne.
- 2004: Access to Evil – nagroda RTS (Royal Television Society), nagroda Amnesty International, nagroda Foreign Press Association, nagroda CINE, Złoty Glob oraz Grand Prix Złotych Globów.
- 2005/2006: Dzieci Biesłanu – nominacja do nagrody BAFTA, dwie nominacje do nagród Emmy (Najlepszy Reżyser i Najlepsze Zdjęcia), nominacja do nagrody Amnesty International. Dwie nagrody RTS (w kategoriach Najlepszy Dokument i Najlepszy Reportaż), nagroda FIPA, nagroda CINE, nagroda Peabody, nagroda BANFF, nagroda One World[11].
- 2009: nagroda Andrzeja Wojciechowskiego w uznaniu filmów dokumentalnych[12].
- 2009: nominacja do Grand Press Award Polska w kategorii Dziennikarz Roku.
- 2010: zwyciężczyni Wiktora w kategorii Najlepszy Program Telewizyjny.
- 2011: nominacja do Grand Press Award, Polska w kategorii Dziennikarz Roku.
- 2012: zwyciężczyni Wiktora za najlepszy program telewizyjny[13].
- 2014: zwyciężczyni nagrody MediaTory – dorocznie przyznawanej przez polskich studentów dziennikarstwa.
- 2014: Miedź czy nie mieć: zwyciężczyni Srebrnego Globu na World Media Festival w Hamburgu[14].
- 2014: zwyciężczyni nagrody “Osobowość Roku” – European Business Forum[15].
- 2015: zwyciężczyni Nagrody im. Jerzego Zimowskiego – Instytut Spraw Publicznych[16].
- 2017: MediaTory: Autorytet Roku – doroczna nagroda przyznawana przez studentów[17].
- 2020: nagroda specjalna Pióro Nadziei z okazji 30-lecia działalności Stowarzyszenia Amnesty International w Polsce[18]. Laureatka Nagrody Honorowej Rzecznika Praw Obywatelskich "Za Zasługi dla Ochrony Praw Człowieka"[19]. Laureatka Nagrody Specjalnej za całokształt pracy w mediach na rzecz praw człowieka[20].